# Rachel Bilson
Rachel Sarah Bilson (Los Àngeles, Califòrnia; 25 d'agost de 1981) és una actriu estadounidenca. Després d'interpretar personatges de teatre a Bye Bye Birdie, Once Upon A Mattress i The Crucible, Rachel va passar a interpretar papers a sèries de televisió. Amb The O. C. va assolir la fama i també va participar en 8 Simple Rules, Buffy The Vampire Slayer i Chuck. Posteriorment, ha fet el salt al cinema, apareixent en pel·lícules com The Last Kiss i Jumper.

## Biografia
Bilson va néixer a Los Àngeles (Califòrnia), filla de Janice, terapeuta sexual, i de Danny Bilson, escriptor, director i productor. El pare de Rachel és jueu asquenazita i la seua mare, nascuda a Filadèlfia, té ascendència italiana. El pare de Rachel procedeix d'una família amb negocis en el món de l'espectacle; el seu besavi, George Bilson (nascut a Leeds, Yorkshire, Regne Unit), era el director del departament de tràilers de RKO Pictures, mentre que la seua besàvia de Brooklyn, Hattie Bilson, era guionista. Té un germà gran i dues germanes menors, fruit del divorci dels seus pares durant la seua infància. Rachel va viure una època autodestructiva i rebel durant la seua adolescència, involucrant-se en un accident de cotxe als 16 anys que la va deixar amb una cicatriu i problemes de salut.

## Carrera professional
Va començar a prestar la seua imatge en campanyes publicitàries i en 2003 va fer el seu debut a la televisió. En agost de 2003, va aparèixer per primera vegada com a Summer Roberts a The O. C. El seu èxit en The O. C. li va valdre diversos premis, incloent-hi els del Teen Choice Awards de 2005. El seu debut al cinema va ser el 2006 a la pel·lícula The Last Kiss, i més tard va aparéixer a Jumper, una pel·lícula d'acció que va obtenir un notable èxit de taquilla el 2008.

## Vida personal
Ha mantingut relacions amb companys de feina com Adam Brody i Hayden Christensen. Amb aquest últim va tenir una filla el 2014 i es van separar el 2017 després de deu anys junts. També ha destacat com a model fotogràfica i creadora de moda per a DKNY amb la col·lecció Edie Rose. Actualment viu a Los Àngeles amb la seua filla.

## Filmografia

### Cinema
| Any  | Títol          | Paper         | Notes                                                             |
| ---- | -------------- | ------------- | ----------------------------------------------------------------- |
| 2003 | Unbroken       | Rachel        | Curtmetratge                                                      |
| 2006 | The Last Kiss  | Kim           | Nominada al Teen Choice Award per Choice Movie Breakout – Femella |
| 2008 | Jumper         | Millie Harris | Teen Choice Award per Choice Movie Actress – Drama/Aventura       |
| 2014 | American Heist | Testimoni     | Cameo                                                             |

### Televisió
| Any       | Títol         | Paper          | Notes                        |
| --------- | ------------- | -------------- | ---------------------------- |
| 2003–2007 | The O. C.     | Summer Roberts |                              |
| 2011–2015 | Hart of Dixie | Zoe Hart       | Paper principal              |
| 2018      | Take Two      | Sam Swift      | Paper principal, 13 episodis |